# EXIT (festival)

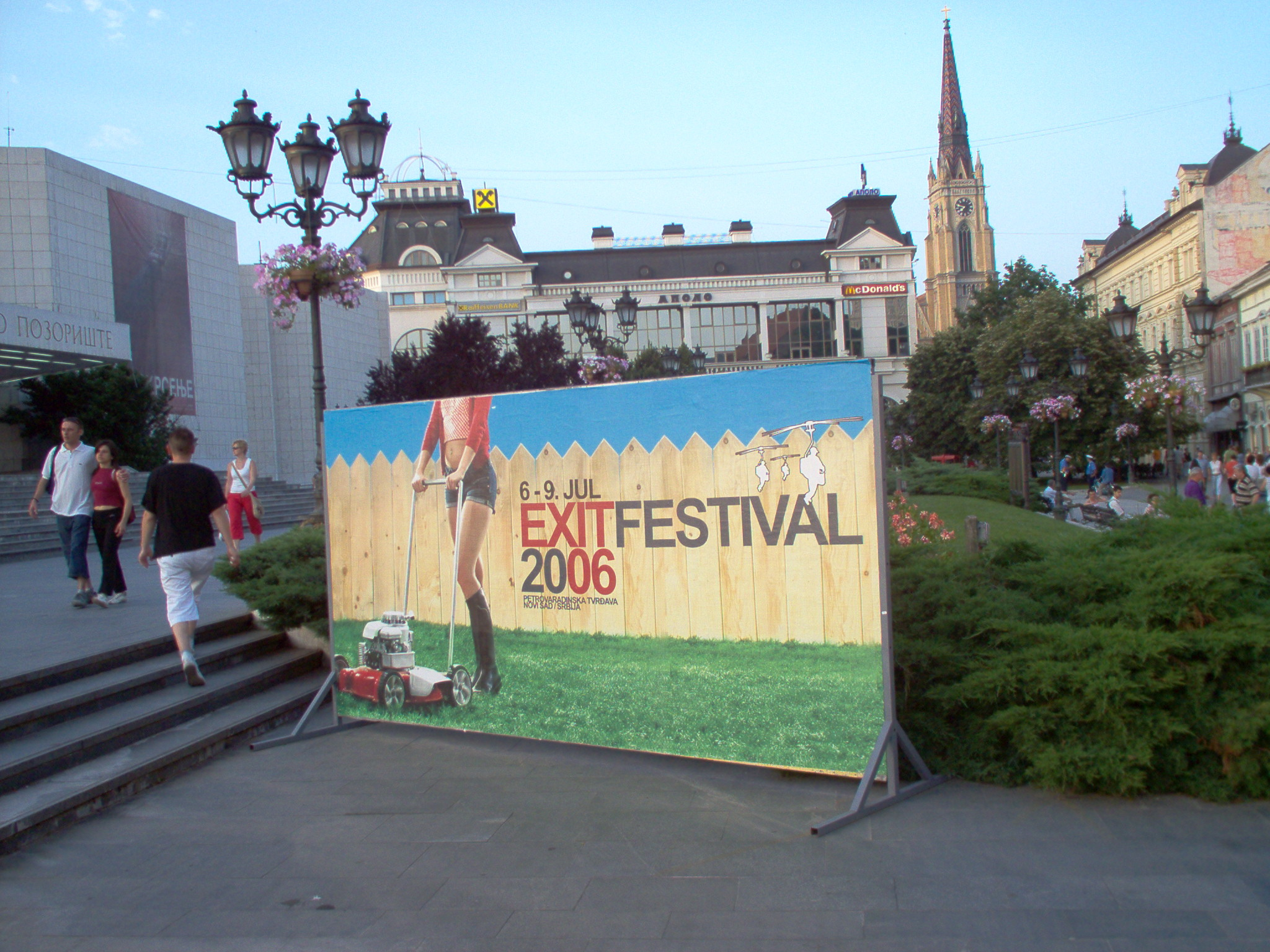
Plakat om EXIT 2006

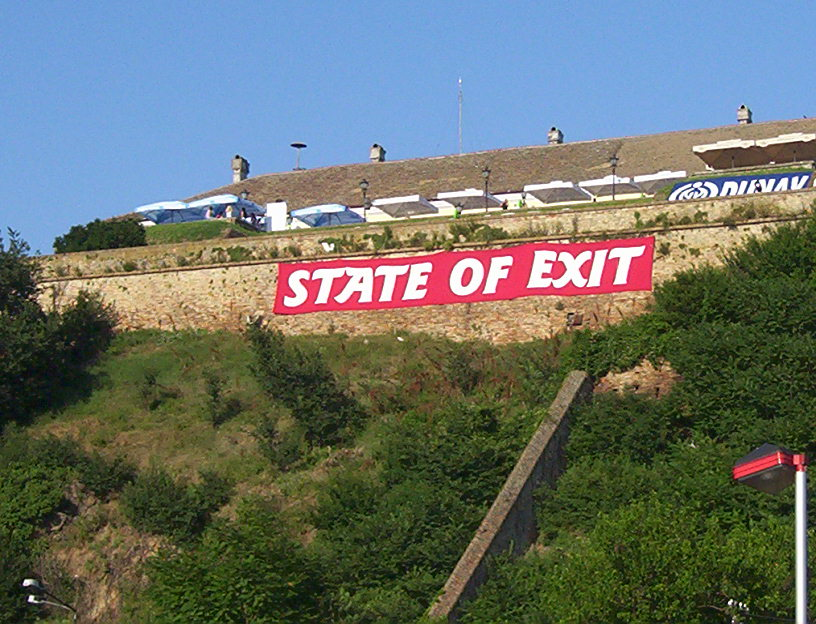

EXIT (även känd som State of EXIT) är en musikfestival som hålls varje år i Petrovaradinfästningen i Novi Sad i Vojvodina, Serbien. Den hölls för första gången år 2000 och organiserades av tre universitetsstudenter från Novi Sad (Dušan Kovačević, Ivan Milivojev och Bojan Bošković)[källa behövs] som en protest mot Slobodan Milošević-regimen.  Vid festivalen 2006 fick besökarna istället för biljetter pass till "The state of Exit" som sades vara Balkans yngsta stat, en fredlig stat där nationalism ersattes med gemenskap. Den första festivalen hölls på gräsmattan mellan Filosofiska fakulteten och Donaus flodbank inne i Novi Sad, och pågick i 100 dagar. Under den tiden hölls bland annat 34 konserter, 12 teaterföreställningar och 120 filmvisningar ihop med diskussioner och fester. Festivalen har vuxit snabbt och har nu en kapacitet på runt 200 000 besökare per år.
Sedan 2003 varar festivalen i fyra dagar.[källa behövs]
2007 valdes EXIT-festivalen av UK Festival Awards till Europas bästa festival.
2008 blev festivalen åter igen vald som Europas bästa festival.

## Artister 2011
Arcade Fire, Pulp, Grinderman, Portishead, Underworld, Beirut, Joris Voorn, Hadouken, Partybrejkers, The good guys, Svi na Pod, Petrol m.fl. 

## Artister tidigare år
Iggy Pop, Massive attack, Fatboy Slim, The White Stripes, Billy Idol,  Franz Ferdinand, The Cult, Morrissey, The Cardigans, Pet Shop Boys, Snoop Dogg, Mika, Kraftwerk, Patti Smith, Sex Pistols, Placebo, Röyksopp, The Hives, Mando Diao m.fl. 